# Alexandre Bóveda
Alexandre Bóveda Iglesias (Ourense, 7 de Junho de 1903 - Poio, 17 de Agosto de 1936) foi um dos intelectuais galeguistas mais relevantes da Segunda República Espanhola na Galiza, chegando a ser o motor do Partido Galeguista segundo palavras do próprio Castelao.

## Biografia
Desde criança dedicou-se ao estudo do francês e da contabilidade. Cursou estudos de perito-contador na Corunha por conta própria, ao mesmo tempo em que dava classes num colégio de Ourense. Leitor da Revista Nós, pronto começou a escrever em La Zarpa de Basilio Álvarez. Foi nas folhas deste jornal que se fez a conhecer como um grande comunicador.
Numas oposições em Madrid a uma das dez praças de chefe de Fazenda do estado conseguiu o número um. Por este motivo, José Calvo Sotelo ofereceu-lhe um emprego no seu Comitê de Intervenção de Trocos; porém, Alexandre recusou a oferta e voltou para a Galiza para trabalhar na delegação de fazenda de Ourense. Após  aprovar outras oposições, marchou a Pontevedra a ocupar o posto de Chefe de Contabilidade com tão só 23 anos. Pronto tomou contato com a tertúlia que presidiam Castelao e Losada Diéguez no Café Méndez Núñez e viu-se envolvido nas atividades dos dois galeguistas. Ambos introduziram-no na política e em outros campos, como a Coral Polifônica, onde conheceu a Amalia Álvarez Gallego, com a que casou em 1930 no Mosteiro de Poio e com a que teve cinco filhos.

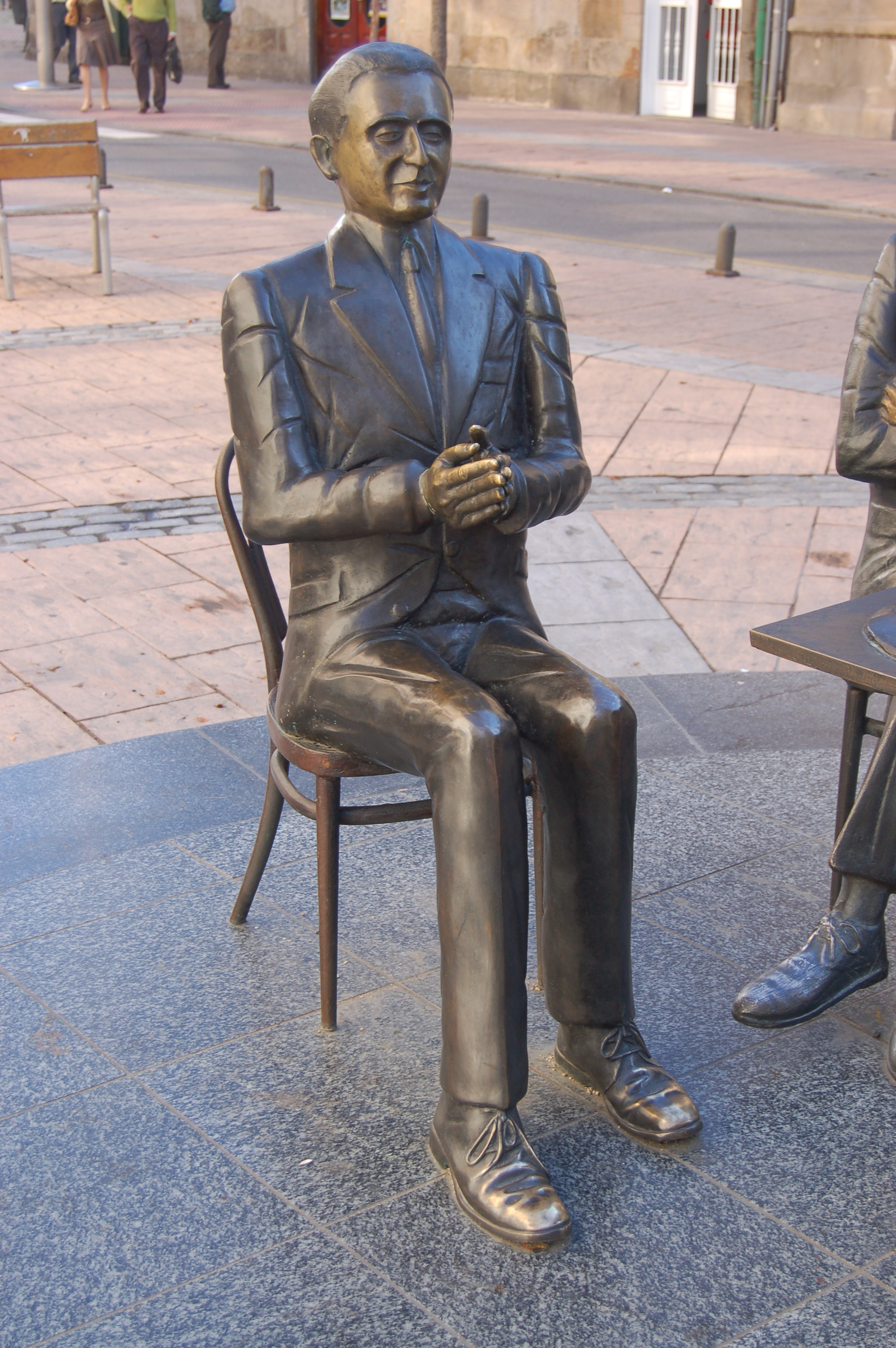
Estátua em Pontevedra

Em 1930 converte-se no primeiro diretor da Caixa de Poupança Provincial de Pontevedra. Em 1928 e 1929 recebera uma bolsa da Deputação de Pontevedra para viajar a Barcelona e Guipúscoa para estudar o funcionamento das Caixas Econômicas.
Em 1932 participou na assembleia pró-estatuto que se celebrou em Santiago de Compostela e resultou eleito membro da comissão redatora. Teve um papel muito ativo na redação do estatuto e na assembleia de municípios que se criou para debatê-lo. Em 1933 foi eleito membro central do Comité da Autonomia presidido por Bibiano Fernández Osorio Tafall. A  20 de Outubro de 1934 foi publicada uma ordem ministerial impondo-lhe um destino administrativo forçoso na delegação de fazenda de Cádis. Retornou  em 1935 à Galiza ao obter uma praça na delegação de fazenda de Vigo.

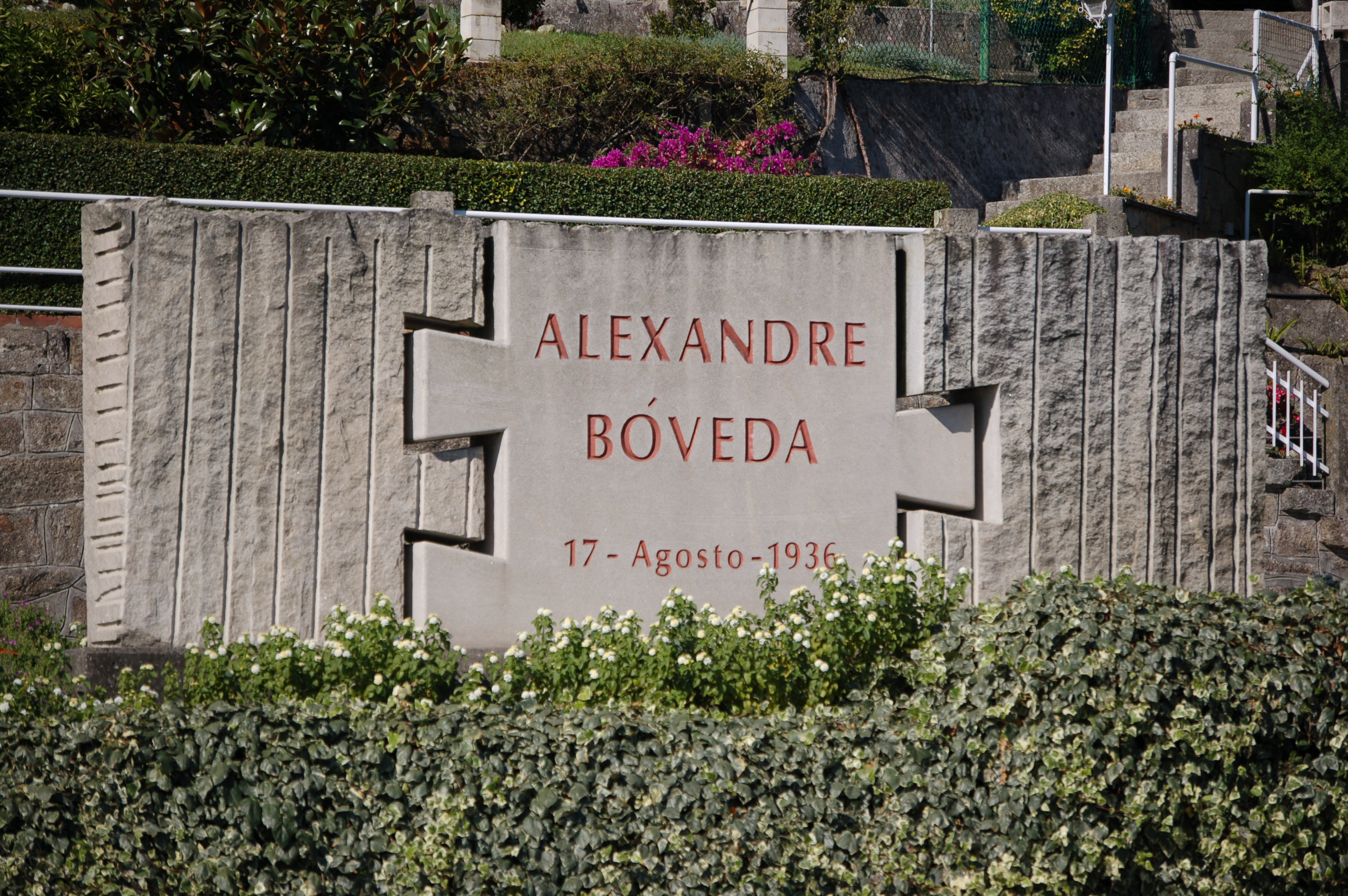
Monumento a Alexandre Bóveda na Caeira

Em 1936 participou na campanha eleitoral, à qual acode como candidato da Frente Popular pela província de Ourense, enquanto tomava posse de um cargo na delegação de fazenda de Pontevedra. A  20 de Julho de 1936 foi detido após  o "alçamento nacional", acusado de traição e condenado a morte num julgamento celebrado a 13 de Agosto desse mesmo ano. A sentença foi executada em 17 de Agosto, e foi fuzilado no monte da Caeira, Poio. Está enterrado no campo-santo de San Amaro (Pontevedra).
Alexandre Bóveda é um dos mitos do galeguismo, para o qual se tornou em mártir pela defesa da liberdade e dos seus ideais. Na data da sua execução celebra-se atualmente o Dia da Galiza mártir.